# Malsch, Rhein-Neckar
Malsch este o comună din landul Baden-Württemberg, Germania. Se află la o altitudine de 171 m deasupra nivelului mării. Are o suprafață de 6,77 km². Populația este de 3.478 locuitori, determinată în 31 decembrie 2023, prin actualizare statistică[*].